# 王可覲
王可覲，號韓鎮，河南信陽縣籍山西临汾县人，明朝政治人物、進士出身。

## 生平
萬曆四十六年（1618年）舉戊午科河南鄉試第三名，萬曆四十七年（1619年）己未科二甲二十八名進士，工部觀政，天啓二年（1622年）授戶部山東司主事，五年升郎中，六年养病。

## 家族
曾祖王景春。祖父王廷實。父王大卿。